# Piment
El piment, pimenta de clareia, clareia, clarea, giroflat (si domina el clavell d'espècia o clavell de girofle) o giroflé (també només si domina el clavell) és un dels vins dolços i aromatitzats més típics de la cuina medieval catalana. Es tracta de vi blanc macerat amb mel i espècies (pebre, romaní, canyella, clavell d'espècia i nou moscada) que als Països Catalans va gaudir de molt prestigi des d'almenys el segle xii fins no abans del segle xvii. Amb el nom d'hipocràs s'elaborava també a Occitània i a Suïssa. Sembla que a l'edat mitjana era molt apreciat per a sucar-hi neules. Es beu molt fred, a l'estiu, com aperitiu. Una versió calenta i feta amb vi negre es podia prendre a l'hivern.
Aquesta beguda apareix a diferents textos catalans i occitans, inclosos alguns de trobadorescos, com per exemple a una cobla de l'empordanès Jofre de Foixà, i altres de populars, com per exemple a nadales. D'entre els autors catalans, és esmentat per exemple per Arnau de Vilanova, per Jaume Roig al seu L'Espill i per Francesc Eiximenis al Com usar bé de beure e menjar, on un "golafre" menja piment amb neules. La recepta del piment apareix, entre d'altres, al Llibre de Sent Soví, al Llibre del Coch del mestre Robert, al Llibre del Coc de la Canonja de Tarragona i al Llibre dels secrets d'agricultura, escrit al segle xvii pel frare Miquel Agustí. Al monestir de Poblet avui dia encara fan piment amb una recepta pròpia que data del barroc. A Suïssa també hi ha una recepta barroca que l'anomena hipocràs.
Una llegenda n'atribueix la invenció al grec Hipòcrates, que va viure al segle v aC, però el mot hipocràs s'ha trobat per primer cop a mitjan segle xiv. A més, a l'època dels romans existia l'aiguamel, una beguda fermentada, però encara no el piment.